# Discographie de Dr. Dre
Cette page présente la discographie de Dr. Dre.

## Albums studio
| Titre                            | Détails                                                                       | Meilleures positions | Meilleures positions | Meilleures positions | Meilleures positions | Meilleures positions | Meilleures positions | Meilleures positions | Meilleures positions | Meilleures positions | Meilleures positions | Certifications |
| Titre                            | Détails                                                                       | US                   | US R&B               | CAN                  | FRA                  | ALL                  | IRL                  | P-B                  | N-Z                  | SUI                  | R-U                  | Certifications |
| -------------------------------- | ----------------------------------------------------------------------------- | -------------------- | -------------------- | -------------------- | -------------------- | -------------------- | -------------------- | -------------------- | -------------------- | -------------------- | -------------------- | --- |
| The Chronic                      | - Sortie : 1993 - Label : Death Row, Interscope - Format : CD, LP, cassette   | 3                    | 1                    | —                    | —                    | 74                   | 48                   | —                    | —                    | —                    | 43                   | - RIAA : 3 × Platine - BPI: Or |
| 2001                             | - Sortie : 1999 - Label : Aftermath, Interscope - Format: CD, LP, cassette    | 2                    | 1                    | 2                    | 15                   | 20                   | 7                    | 17                   | 11                   | 50                   | 4                    | - RIAA : 7 × Platine - ARIA : 2 × Platine - BPI : 3 × Platine - BVMI : Or - IFPI (Suisse) : Or - MC : 5 × Platine - RIANZ : 2 × Platine |
| Compton: A Soundtrack by Dr. Dre | - Sortie : 2015 - Label : Aftermath, Interscope - Format : téléchargement, CD | —                    | —                    | —                    | —                    | —                    | —                    | —                    | —                    | —                    | —                    | |

## Musiques de film
- 1994 : Murder Was the Case
- 1995 : Friday
- 2001 : The Wash

## Compilations
| Concrete Roots                    | - Sortie : 1994 - Label : Triple X - Format : CD, LP, cassette               | 43 | 14 | —  |                  |
| First Round Knock Out             | - Sortie : 1996 - Label: Triple X - Format : CD, LP, cassette                | 52 | 18 | —  |                  |
| Back 'n the Day                   | - Sortie : 1996 - Label : Blue Dolphin - Format : CD, cassette               | —  | —  | —  |                  |
| Dr. Dre Presents... The Aftermath | - Sortie : 1996 - Labels : Aftermath, Interscope - Format : CD, LP, cassette | 6  | 3  | 69 | - RIAA : Platine |
| Chronicle: Best of the Works      | - Sortie : 2002 - Label : Death Row - Format : CD                            | —  | —  | —  |                  |
| Chronicles: Death Row Classics    | - Sortie : 2006 - Label : Death Row - Format : CD                            | —  | —  | —  |                  |
| "—" : non classé dans le pays     |                                                                              |    |    |    |                  |